# بلبل صومالي
بلبل صومالي (الاسم العلمي: Pycnonotus somaliensis) (بالإنجليزية: Somali Bulbul )‏ هو نوع من الطيور يتبع جنس البلبل من الفصيلة البلابل.